# Edward Glaeser
Edward Glaeser (ur. 1 maja 1967 w Nowym Jorku) – amerykański ekonomista zajmujący się ekonomiką miast i ekonomią polityczną.
Profesor na Uniwersytecie Harvarda. Autor książki Triumph of the city: How Our Greatest Invention Makes Us Richer, Smarter, Greener, Healthier, and Happier, przedstawiającej role miast w procesie postępu ludzkości.